# Стадіон імені Райко Митича
Стадіон імені Райко Митича (серб. Стадион Рајко Митић, раніше серб. Црвена звезда) — футбольний стадіон у місті Белграді, найбільша спортивна арена Сербії, домашній стадіон ФК «Црвена Звезда». Серед уболівальників відомий як Маракана, аналогічно бразильському стадіону.